# Paradrina cubicularis
Paradrina cubicularis là một loài bướm đêm trong họ Noctuidae.